# Självskattningstest
Självskattningstest, en testkonstruktion som använder självskattningsformulär som mätinstrument. Med formuläret skattar testpersonerna sina egna upplevelser. 
Självskattning är vanligt inom samhällsvetenskap och särskilt inom psykologi. En viktig fördel med självskattningstest är att de utvärderar testpersonernas egna upplevelser, medan nackdelarna är just subjektiviteten. Den som svarar på testet kan medvetet ge en vinklad bild eller helt enkelt inte själv inse eller acceptera hur saker ligger till. Standardiserade självskattningstest inom psykologi är exempelvis GAD-7 för generaliserat ångestsyndrom och BADDS för ADHD.
För att bedöma en patients smärta används också ofta någon form av standardiserad självskattning. Självskattning av smärtans intensitet är ett relevant verktyg och det finns ingen bättre metod för att mäta smärta, men det är inte alltid samma skala som används.
Många självskattningstest utgår från skalor, vanligtvis Likertskalor. Vilken ordning frågorna kommer i och hur de är formulerade påverkar svaren, därför bör mer generella frågor komma före specifika och frågorna bör inte formuleras ledande eller innehålla laddade ord.
Personlighet kan också bedömas genom självskattningstest, men många sådana tester är ovetenskapliga. Myers-Briggs Type Indicator är ett mycket populärt självskattningstest för personlighetstyper med 16 möjliga typer, men det håller inte vetenskaplig kvalitet.